# Andry
Pour les articles homonymes, voir Andry (homonymie) et Turrettini.
Andry, de son vrai nom Andrienne de Turrettini connue sous son nom marital de Senarclens, née à Meudon le 15 août 1912 et décédée à Genthod le 9 août 2006 est une peintre suisse. Elle a laissé une œuvre importante de tableaux, gravures et dessins. 

## Biographie
Après des cours à l'école des Beaux-Arts de Genève, elle travaille à l'atelier Tovey à Carouge. Elle présente en 1966 sa première exposition à la Galerie Chédel de Nyon où la critique reconnaît son talent de peintre paysagiste et de scènes de genre. 
Dès 1974, Andry commence à travailler la technique de la gravure sur cuivre sous la direction de Pierre Sarto à Saint-Prex, puis dès 1976 elle fréquentera pendant 10 ans les ateliers Frélaud-Laconrière à Montmartre. Elle a eu pendant des années les conseils de ses amis Théodore Strawinsky et l'espagnol maillorcais José Coll Bardolet.
Andry appartient à l'école post-impressionniste et reconnaît avoir été inspirée par l'artiste Alberto Giacometti et également par les peintres de la réalité poétique comme Maurice Brianchon, René Genis et Guy Bardone.

## Vie privée
En 1936, Andrienne se maria avec Aymon de Senarclens, ingénieur-agronome et conseiller d'État suisse.

## Expositions
- 1966 : Galerie Chédel, Nyon
- 1970 : Galerie Motte, Genève
- 1980 : Galerie 7, Baden
- 1980 : L'Atelier Cora, Hermance
- 1983 : Galerie Steingaesser, Genève
- 1985 : Galerie Rencontre, Bruxelles
- 1994 : Musée de L'Athénée, Genève
- 1997 : Pont de la Machine, Genève

## Œuvres majeures
- Les Jardiniers à la Plage d'Alcudia, 1960, huile sur toile, 73 × 92 cm
- Église de Locarno, 1966, huile sur toile, 75 × 75 cm
- Vase d'Iris et Lupins, 1970, huile sur toile, 115 × 80 cm
- La Cabanne sous Bonmont, 1970, huile sur toile, 82 × 100 cm
- Ramasseuses de Coquillages, Bali, 1972, huile sur toile, 50 × 60 cm
- L'Église de Messery, 1974, huile sur toile, 54 × 72 cm
- Port de Kerdruch, 1974, huile sur toile, 78,5 × 94 cm
- Vue de Meinier, 1975, huile sur toile, 54,5 × 73,5 cm
- Bord de la Rivière Ubud, Bali, 1975, huile sur toile, 66 × 47,5 cm
- Les Citronniers de Deya, Baléares, 1979, huile sur toile, 64 × 54 cm
- Vue de Deya, 1979, huile sur toile, 73 × 100 cm
- Barque à Cailloux, Égypte, 1979, gouache, 44 × 54 cm
- Nature Morte aux Citrons à Angelot, 1980, huile sur toile, 90 × 74 cm
- Les Chalands sur le Nil, 1982, huile sur toile, 64 × 80 cm
- Assouan, 1983, gravure sur cuivre, 50 × 66,5 cm
- Les Ramasseurs de tomates, Drôme, 1985, huile sur toile, 65 × 81 cm
- Chapelle des Pénitents à Grimaud, 1986, huile sur toile, 73 × 92 cm
- La Rippe en Hiver, 1987, huile sur toile, 60 × 81 cm
- Chapelle St-Anne, St-Tropez, 1988, huile sur toile, 90 × 90 cm
- Personnage dans un Jardin en Corée, 1989, gravure sur cuivre, 63 × 45,5 cm
- Chevaux à Boisy, 1990, huile sur toile, 92,5 × 65,5 cm
- Sur le Nil, 1996, gravure sur cuivre, 57 × 72,5 cm
- Pêcheur à Skiathos, 1996, gravure sur cuivre, 57 × 72,5 cm

Toutes ces œuvres et beaucoup d'autres encore sont reproduites au catalogue l'invitation au voyage
et Andrienne de Senarclens, Peintures-Gravures. 

## Catalogues
- L'invitation au Voyage, Andry (Andrienne de Senarclens), huiles, gouaches, gravures, catalogue de l'exposition du Pont de la Machine, Genève, 11 avril - 7 mai 1997
- Andry, Andrienne de Senarclens, peintures et gravures, texte : Vanessa de Senarclens, éditions Patrick Cramer, Genève, 1992
- Jean de Senarclens, 800 ans d'Histoire de la famille de Senarclens et de sa branche de Grancy, Slatkine, 2004
- Dictionnaire biographique de l'art suisse, Éditeur: Institut suisse pour l'étude de l'art, Zurich et Lausanne, 1998

## Films
- Kehidupan documentaire court sur le peintre Andry par Nori Said Mahdi et Nicolas Rossier (en)
- Hommage à Andry, filmé par Jean-Cyril Rossier et Jean-Cédric Mourgue d'Algue à l'occasion des 90 ans d'Andry (tirage limité à 60 exemplaires)